# Гуттнер, Януш
Януш Гуттнер (пол. Janusz Guttner; род. 5 июня 1938) — польский актёр театра, кино и телевидения.

## Биография
Януш Гуттнер родился в Варшаве. Актёрское образование получил в Государственной высшей театральной школе в Варшаве (теперь Театральная академия им. А. Зельверовича), которую окончил в 1966 году. Актёр Классического театра в Варшаве и Польского театра в Лондоне. Выступал в спектаклях польского «театра телевидения» в 1967—1970 годах.

## Избранная фильмография
- 1964 — Агнешка 46 / Agnieszka 46
- 1965 — Нелюбимая / Niekochana
- 1968 — Пароль «Корн» / Hasło Korn
- 1968 — Игра / Gra
- 1986 — Близко, всё ближе / Blisko, coraz bliżej
- 1996 — Солдат, солдат / Soldier Soldier
- 1997 — Королевский адвокат Кавана / Kavanagh QC
- 1998 — Прикосновение зла / Touching Evil
- 2004 — «Л» значит Любовь / M jak miłość